# الوجه المخلوع (فلم)
فيس أوف أو الوجه المخلوع (بالإنجليزية: Face/Off) هو فيلم أنتج عام 1997 من بطولة جون ترافولتا ونيكولاس كيج ومن إخراج جون وو كأنجح أفلامه الأمريكية بالفعل وقد ترشح لجائزة الأوسكار كأحسن مؤثرات بصرية.

## القصة

### ملخص القصة
مطاردة ضخمة وطويلة من الإف بي آي بقيادة شون آرتشر (ترافولتا) للقبض على كاستور تروي (كيج) قائد عصابة خطير، المطاردة تنتهي بإصابة زعيم العصابة إصابة قوية تتسبب في غيبوبته، بعدها علم الإف بي آي أن زعيم العصابة قد زرع قنبلة في المدينة وستنفجر في يوم محدد، فيقوم الإف بي آي بطريقة طبية لخلع وجه زعيم العصابة وزرعه في عميل الإف بي آي، والعكس، لكي يدخل العميل السجن ويحاول أن يعرف عن القنبلة من خلال أتباع زعيم العصابة، تحدث مشكلة كبيرة وهي أن زعيم العصابة قد أفاق من غيبوبته بطريقة ما وهو بوجه عميل الإف بي آي، ويحرق كامل الملفات والأدلة والأشخاص الذين يعرفون بعملية زرع الوجه ولا يبقي شيئا، فتنقلب الأمور على عميل الإف بي آي والذي يعتقد الجميع بأنه المجرم، بينما المجرم الحقيقي في أروقة الحكومة والشرطة بدون أن يعرف أحد أنه المجرم الحقيقي.

### القصة كاملة
في 9 سبتمبر 1991، نجا العميل الخاص لمكتب التحقيقات الفدرالي شون آرتشر (جون ترافولتا) من محاولة اغتيال قام بها الإرهابي المستقل وعامل القتل الجماعي كاستور تروي (نيكولاس كيج)، لكن الرصاصة اخترقت صدر آرتشر وضربت ابنه مايكل، فقتلت الصبي. بعد ست سنوات، ينجح ثأر آرتشر ضد تروي في كمين لفريق تروي وشقيقه الأصغر وشريكه بولكس في مطار لوس أنجلوس الدولي. يقول تروي آرتشر بأنه يعرف قنبلة تقع في مكان ما في المدينة من المقرر أن تنفجر في غضون أيام قليلة، لكنه وقع في غيبوبة قبل أن يتمكن آرتشر من معرفة المزيد.
أكد بولكس، المحتجز، أن القنبلة حقيقية، لكنه لا يعرف مكانها. بناء على اقتراح من شريكه تيتو بيوندي وأخصائي العمليات الخاصة الدكتور هوليس ميلر، يخضع آرتشر سراً لإجراء تجريبي لغاية زرع وجه كاستر تروي من قبل الدكتور مالكوم والش. يُنقل آرتشر إلى نفس السجن شديد الحراسة حيث يُحتجز بوليكس، ويقنع بوليكس ببطء أنه تروي، حيث يحصل على معلومات عن موقع القنبلة.
في هذه الأثناء، يستيقظ تروي بشكل غير متوقع من غيبوبته ويكتشف أن وجهه مفقود. يتصل بعصابته، ويجبرون الدكتور والش على زرع وجه آرتشر عليه. ثم يقتل تروي الدكتور والش وبيوندي وميللر، وهم الثلاثة الذين عرفوا بعملية الزرع.
في السجن، يستعد آرتشر لإخبار بيوندي بالموقع ولكنه يتفاجئ عندما يظهر تروي بدلاً من ذلك، مع وجه آرتشر (وجهه). يروي تروي لآرتشر أن لا أحد يعرف عملية الزرع إلا وقتله، وأنه سيسيطر على حياة آرتشر. يُفرج عن بوليكس عندما يخبر عن طيب خاطر بموقع القنبلة، وينزع تروي القنبلة بطريقة دراماتيكية. يحظى تروي آرتشر بإعجاب من مكتب التحقيقات الفدرالي، في حين يقترب تروي من زوجة آرتشر حواء وابنته جيمي، التي كان آرتشر يهملها أثناء مطاردة تروي.
في هذه الأثناء، يهرب آرتشر كـ تروي بعد قيامه بأعمال شغب وتراجع إلى مقر تروي الذي تظاهر بأنه تروي. هناك، يلتقي بساشا، أخت كبير مخدرات تروي الرئيسي، وابنها آدم. يكتشف آرتشر أن آدم هو ابن تروي. يعلم `` تروي  هروب `` آرتشر  ويجمع على عجل فريقاً لمداهمة مقره. تتحول الغارة بسرعة إلى حمام دم، مما أسفر عن مقتل العديد من عملاء مكتب التحقيقات الفدرالي والعديد من أعضاء عصابة تروي، بما في ذلك بوليكس. خلال هذا آرتشر وساشا وآدم قادرون على الفرار. مشرف آرتشر، الضابط فيكتور لازارو، يلوم تروي-كـ-آرتشر على عمليات القتل العديدة. تروي، الغاضب من وفاة بوليكس، يقتل لازارو، ويجعلها تبدو وكأنها نوبة قلبية. تمت ترقية تروي-كـ-آرتشر إلى العميد بالنيابة حيث تم وضع خطط لجنازة لازارو.
يضع آرتشر الأمان لساشا وآدم. ثم يقترب من حواء، ويقنعها باختبار دم تروي آرتشر لإثبات هويته. مقتنعة بهوية زوجها، أخبرت إيف آرتشر أن تروي سيكون عرضة للخطر في جنازة لازارو. في الحفل، وجد آرتشر أن تروي توقع أفعاله ويأخذ إيف كرهينة. تصل ساشا، ويتبع ذلك معركة بالأسلحة النارية. تمكنت ساشا من إنقاذ إيف بعد أخذ رصاصة. يعد آرتشر برعاية آدم وإبعاده عن الحياة الإجرامية.
يفر تروي من الكنيسة ويطارده آرتشر. بعد مقتل اثنين من العملاء الفيدراليين، يأخذ تروي جيمي لفترة وجيزة كرهينة، لكنها تهرب بطعنه بسكين فراشة علمها لها تروي للدفاع عن النفس. تبع ذلك مطاردة القارب السريع حيث يجبر آرتشر تروي على الشاطئ عن طريق الاصطدام، ثم فضل تروي في معركة قتالية. يشوه تروي وجهه / آرتشر لتهكمه وإلهائه، ولكن بدلاً من ذلك، يكتسب آرتشر اليد العليا ويضعف تروي بمسدس الرمح، مما يؤدي إلى مقتله. يصل عملاء النسخ الاحتياطي ويتعاملون مع آرتشر بالاسم، بعد أن أقنعت إيف الجميع بهوية آرتشر الحقيقية. بعد التراجع عن جراحة زراعة الوجه، يعود آرتشر إلى المنزل، ويتبنى آدم في عائلته ويحافظ على وعده لساشا.

## وصلات خارجية
- الوجه المخلوع على موقع IMDb (الإنجليزية)
- الوجه المخلوع على موقع ميتاكريتيك (الإنجليزية)
- الوجه المخلوع على موقع الموسوعة البريطانية (الإنجليزية)
- الوجه المخلوع على موقع روتن توميتوز (الإنجليزية)
- الوجه المخلوع على موقع نتفليكس (الإنجليزية)
- الوجه المخلوع على موقع قاعدة بيانات الأفلام العربية
- الوجه المخلوع على موقع ألو سيني (الفرنسية)
- الوجه المخلوع على موقع Turner Classic Movies (الإنجليزية)
- الوجه المخلوع على موقع أول موفي (الإنجليزية)
- الوجه المخلوع على موقع بوكس أوفيس موجو (الإنجليزية)

1. ↑  وصلة مرجع: http://www.imdb.com/title/tt0119094/. الوصول: 15 أبريل 2016.
2. ↑  وصلة مرجع: http://www.metacritic.com/movie/faceoff. الوصول: 15 أبريل 2016.
3. ↑  BBFC. "Face/off". www.bbfc.co.uk (بالإنجليزية). Archived from the original on 2021-01-02. Retrieved 2021-01-02.
4. 1 2  مذكور في: تفريغات بيانات Freebase. الناشر: جوجل.
5. ↑  Ankeny، Jason. "Review: Face/Off - John Powell". أول ميوزيك. Rovi Corporation. مؤرشف من الأصل في 2013-09-26. اطلع عليه بتاريخ 2014-03-11.
6. ↑  Perenson, Melissa J. (18 يناير 2007). "New HD Disc Titles, New HD Disc Technology". بي سي وورلد. مؤرشف من الأصل في 2008-04-21. اطلع عليه بتاريخ 2007-06-05.
7. ↑  "Face/Off Soundtrack CD Album". CD Universe. مؤرشف من الأصل في 2014-03-12. اطلع عليه بتاريخ 2014-03-11.